# MS Bergensfjord (2014)
MS Bergensfjord (2014) er en krydstogtsfærge, der ejes og drives af det norske færgerederi; Fjord Line. Det benyttes på Hirshals-Stavanger-Bergen-Hirtshals ruten, men også på Hirtshals-Langesund ruten. Skibet blev bestilt i marts 2010, søsat i marts 2013 og derefter leveret til Fjord Line den 3. februar 2014. MS Bergensfjord er søsteren til 2013-bygget M/S Stavangerfjord. Ligesom sin søster sejlede hun udelukkende på flydende naturgas fra 2013 til 2022, hvor naturgaskrisen tvang selskabet til at udskifte de to skibes LNG-motorer til motorer der kan klare både LNG og olie.